# Fernando Gaviria
Fernando Gaviria Rendon (La Ceja, 19 de agosto de 1994) é um ciclista profissional colombiano, que atualmente compete para a equipe etixx quick step. Competiu nos Jogos Pan-Americanos de 2015.